# RPG-32
RPG-32 Hashim (mã GRAU: 6G40) là loại súng phóng tên lửa chống tăng vác vai sử dụng nhiều lần được phát triển từ năm 2004 đến năm 2007 bởi tập đoàn nhà nước FGUP Bazalt của Nga theo đơn đặt hàng của Jordan. Lô đầu tiên được chế tạo thử tại Nga và được chuyển cho Jordan năm 2008 sau đó việc chế tạo hàng loạt được chuyển cho Jordan ở nhà máy JRESCO cùng giấy phép và quy trình chế tạo. Súng được làm dưới dạng khối tháo ráp nhanh đã được chứng minh là hiệu quả trong các loại súng phóng tên lửa khác trước đó của Nga. Tên Hashim được đặc theo tên gia tộc hoàng gia Hashimite tại Jordan.

## Thiết kế
RPG-32 được thiết kế dưới dạng khối có thể tháo ráp nhanh với bộ phận phóng, bộ phận nhắm và ống chứa tên lửa. Bộ phận nhắm khi không sử dụng sẽ được nhét lồng vào bộ phận phóng và ống chứa tên lửa Sẽ được gắn phía sau nó để súng giống như một cái ống giúp tiết kiệm không gian khi di chuyển. Khi sử dụng ống chứa tên lửa sẽ được tháo ra bộ phận nhắm sẽ được lấy ra gắn vào vị trí sau đó gắn ống chứa tên lửa trở lại và sẵn sàng khai hỏa. Tên lửa được đặc sẵn trong ống chứa từ khi được chế tạo, sau khi bắn xong ống chứa rỗng sẽ được tháo ra và mang đi tái chế, xạ thủ có thể gắn ống chứa khác vào bộ phận phóng đế bắn tiếp nếu cần. Tên lửa sử dụng nhiên liệu rắn cháy rất nhanh và hầu như đã tiêu thụ hết ngay khi vừa ra khỏi nòng súng, các duôi phía sau tên lửa sẽ bật ra để tên lửa giữ được độ ổn định.
Súng được chế tạo với bốn mẫu sử dụng hai loại đầu đạn khác nhau là đạn nổ lại và đạn nhiệt áp với hai cỡ 105 mm và 72 mm. Vì thế loại vũ khí này hiệu quả trong việc chống lại các loại phương tiện cơ giới bọc thép (đạn nổ lại) đến phá bong ke và chống người (nhiệt áp).